# Джубаев, Сергей Шугаевич
Сергей Шугаевич Джубаев (1939, Козлово, Астраханская область — 2010) — советский и казахский учёный, ректор Западно-Казахстанского аграрного университета (1989—2000).

## Биография
Сергей Джубаев родился 23 февраля 1939 года в селе Козлово (Астраханская область). В 1962 году с отличием окончил Саратовский институт механизации сельского хозяйства. После окончания института начал трудовую деятельность совхоза «Марфин» Красноярского управления колхозов и совхозов, став инженером. В 1964 году стал аспирантом Саратовского института механизации сельского хозяйства, и в 1969 году защитил кандидатскую диссертацию. После окончания аспирантуры получил направление в Западно-Казахстанский сельскохозяйственный институт, где работал с 1967 года, был ассистентом, старшим преподавателем, доцентом, заведующим кафедрой, деканом факультета механизации. В 1978 году Джубаев стал проректором по учебной работе института, а в декабря 1989 года был назначен ректором.
Джубаев — соавтор концепции непрерывного сельскохозяйственного образования. Под его началом в университете открылись научные отделы, центр сертификации, научно-производственный центр «Зерде», объединённое научно-производственное предприятие «Аспан», центр сертификации по испытанию свойств шерсти, Уральский научный центр водных и биологических проблем и прочие. Была проведена масштабная работа по созданию материально-технической базы.
В должности ректора Джубаев решал экономические, организационные и социальные проблемы преподавателей и студентов, много внимания уделял подготовке высококлассных специалистов. В результате его работы был пополнен библиотечный фонд, появились новые специальности, учебно-научные лаборатории и центры, закуплены компьютеры, открыта аспирантура, организован диссертационный совет.
Джубаев значительное внимание уделял улучшению научного потенциала университета, и параллельно сам занимался научной деятельностью. Автор 120 научных работ, зарегистрировал 12 патентов.
Джубаев в 1986—1990 годах был членом учебно-методического объединения технических дисциплин при Главном управлении Министерства сельского хозяйства СССР, членом редколлегии журнала «Вестник высшей школы Республики Казахстан», академическим советником Инженерной академии Республики Казахстан, академиком Академии естественных наук Казахстана (1996), академическим членом Академии высшей школы. Многократно избирался членом бюро и пленума областного комитета партии, депутатом местного совета.
Джубаев награждён орденом «Знак Почёта», медалью «Ветеран труда», почётными званиями, «Отличник народного образования Казахской ССР», почётный гражданин Уральска.